# Øystein Ore
Øystein Ore (7. října 1899 Kristiania, Norsko – 13. srpen 1968 Oslo, Norsko) byl norský matematik. Zabýval se především abstraktní algebry a teorií grafů. V teorii grafů je po něm pojmenována tzv. Oreho věta, která hovoří o dostatečně podmínce existence Hamiltonovské kružnice v grafu. Zabýval se také dějinami matematiky, je autorem životopisů Gerolamo Cardano, zda Nielse Henrika Abela.